# 羊街镇 (威宁县)
羊街镇，是中华人民共和国贵州省毕节市威宁彝族回族苗族自治县下辖的一个乡镇级行政单位。
2013年11月27日，贵州省人民政府批复同意威宁自治县部分乡镇行政区划调整，将羊街镇棒木村、骑龙村、梨坪村、红山村划归新设置的五里岗街道。

## 行政区划
羊街镇下辖以下地区：
羊街村、小河边村、交河村、群沟村、车边村、双河村、银河村、牛角井村、兴隆厂村、西华村、箐脚村、松山村、矿山村、云桥村、蛇街村、银华村和大洼村。